# 艾丽西亚·卢卡斯
艾丽西亚·卢卡斯（英語：Alicia Lucas，1992年3月28日—），旧姓夸克（Quirk），澳大利亚女子橄榄球运动员。她曾代表澳大利亚七人制国家队参加2016年夏季奥林匹克运动会七人制橄榄球比赛，获得一枚金牌。